# María Candelaria Rivera Calderón y Benavides
María Candelaria Rivera Calderón y Benavides (México 1722-1754) impresora de la Nueva España. Miembro de una de las «dinastías» más célebres de impresores en lo que ahora es México, encabezada por el impresor Bernardo Calderón y su esposa Paula de Benavides en el siglo XVI). Sucesora de la imprenta de los «Herederos de la Viuda de Miguel de Rivera», activa en la Ciudad de México entre 1714 y 1732 y, posteriormente, a cargo de dicho taller hasta su fallecimiento.

## Biografía
Hija del impresor Miguel de Rivera y Gertrudis de Escobar y Vera. Su madre tuvo once hijos, de los cuales sobrevivían solo cuatro a su muerte en 1714. María Francisca de Rivera, Gabriel de Rivera, Manuel de Rivera -ambos clérigos seculares- y la propia María Candelaria de Rivera. A falta de Gertrudis de Escobar, el taller pasó a manos de María Francisca, la mayor de las hermanas, quien lo gestionó en compañía de su hijo Jacinto de Guerra hasta su muerte en 1722. La Gaceta de México, primera publicación periódica impresa en Nueva España salió de dicho taller entre enero y junio de 1722.
A partir de 1722, María Candelaria Rivera, la hermana menor, se hizo cargo del taller familiar junto a su sobrino Jacinto de Guerra, mantuvieron la denominación del negocio como "Herederos de la Viuda de Miguel de Rivera" hasta la muerte de Jacinto de Guerra, ocurrida en 1732. A partir de los últimos meses de ese año, al pie de los impresos aparece el nombre de María de Rivera y, de nueva cuenta, se hizo cargo de varios de los números de la segunda Gaceta de México, durante el periodo noviembre de 1732 a diciembre de 1737. Los trabajos salidos de la imprenta son numerosos, sobre todo durante los años de 1745 a 1748, a partir de dicho año comenzó a trabajar la imprenta del Colegio de San Ildefonso que se ocupó de buena parte del trabajo tipográfico. De las obras salidas de la imprenta de María de Ribera cabe destacar aquellas compuestas en latín, como las tesis universitarias y libros como el Cursus philosophicus de Zapiain, impreso en 1754.
María Candelaria falleció el 24 de octubre de 1754, sin haber contraído matrimonio, le sucedieron su hermano Manuel de Rivera y su sobrino José Jáuregui, quienes mantuvieron la imprenta hasta iniciado el siglo XIX.